# Pirgoteles
Pirgoteles (Πυργοτέλης) fue el más renombrado lapidario (incisor de gemas) de la época de Alejandro Magno (la segunda mitad del siglo IV a. C.), de modo que éste prohibió mediante un edicto que nadie más que él realizara su retrato en piedra dura o sello, del mismo modo que hizo con Lisipo para los retratos escultóricos y con Apeles para los retratos pictóricos.
Según algunos historiadores se le debe atribuir la invención de la técnica del camafeo; y en todo caso a él se deben algunas innovaciones técnicas y estilísticas decisivas en el grabado de gemas (glíptica) de la época helenística, que la diferencian nítidamente de la época clásica, todavía vinculada a las fórmulas de la época arcaica.
No se conserva ninguna obra original de Pirgoteles, aunque desde el siglo XVI se ha pretendido atribuirle numerosas gemas antiguas e incluso modernas. Winckelmann se dedicó a demostrar que ninguna de tales atribuiciones podía sostenerse.

## Véase también

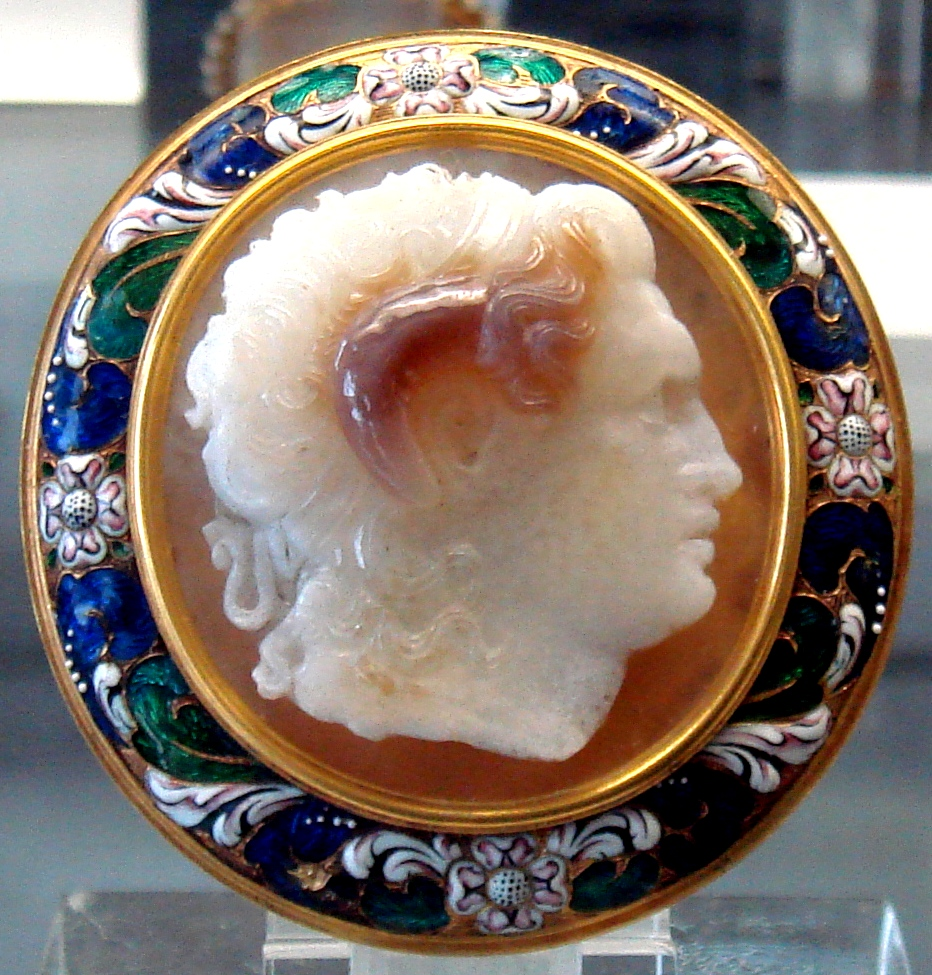
Camafeo con la efigie de Alejandro con los cuernos de Amón.
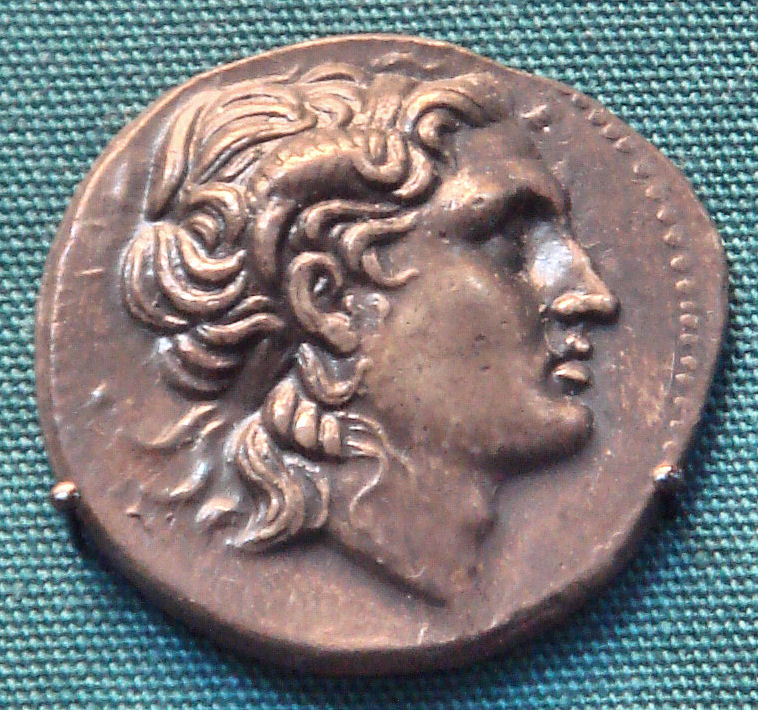
Moneda de época de Lisímaco, con la misma iconografía.